# FIVB Volleyball World Cup
FIVB Volleyball World Cup var en internationell landslagsturnering i volleyboll, som började spelas 1965 på herrsidan och 1973 på damsidan. Turneringen anordnades sista gången 2019 för herrar. För damer marknadsfördes även en av de tre grupperna i OS-kvalturneringen 2023 som World Cup av arrangörslandet Japan.
Från och med 1991 kunde man kvalificera sig till OS via World Cup. 1991 kvalificerade sig ett lag, 1995 till 2011 kvalificerade sig tre lag och 2015 kvalificerade sig två lag.

## Resultat

### Herrar
| År            | Spelplats   | Etta          | Tvåa          | Trea                   | Fyra      | Antal lag |
| ------------- | ----------- | ------------- | ------------- | ---------------------- | --------- | --------- |
| 1965 Detaljer | Polen       | Sovjetunionen | Polen         | Tjeckoslovakien        | Japan     | 11        |
| 1969 Detaljer | Östtyskland | Östtyskland   | Japan         | Sovjetunionen          | Bulgarien | 11        |
| 1977 Detaljer | Japan       | Sovjetunionen | Japan         | Kuba                   | Polen     | 12        |
| 1981 Detaljer | Japan       | Sovjetunionen | Kuba          | Brasilien              | Polen     | 8         |
| 1985 Detaljer | Japan       | USA           | Sovjetunionen | Tjeckoslovakien        | Brasilien | 8         |
| 1989 Detaljer | Japan       | Kuba          | Italien       | Sovjetunionen          | USA       | 8         |
| 1991 Detaljer | Japan       | Sovjetunionen | Kuba          | USA                    | Japan     | 12        |
| 1995 Detaljer | Japan       | Italien       | Nederländerna | Brasilien              | USA       | 12        |
| 1999 Detaljer | Japan       | Ryssland      | Kuba          | Italien                | USA       | 12        |
| 2003 Detaljer | Japan       | Brasilien     | Italien       | Serbien och Montenegro | USA       | 12        |
| 2007 Detaljer | Japan       | Brasilien     | Ryssland      | Bulgarien              | USA       | 12        |
| 2011 Detaljer | Japan       | Ryssland      | Polen         | Brasilien              | Italien   | 12        |
| 2015 Detaljer | Japan       | USA           | Italien       | Polen                  | Ryssland  | 12        |
| 2019 Detaljer | Japan       | Brasilien     | Polen         | USA                    | Japan     | 12        |

### Damer
| År            | Spelplats | Etta          | Tvåa          | Trea          | Fyra        | Antal lag |
| ------------- | --------- | ------------- | ------------- | ------------- | ----------- | --------- |
| 1973 Detaljer | Uruguay   | Sovjetunionen | Japan         | Sydkorea      | Peru        | 10        |
| 1977 Detaljer | Japan     | Japan         | Kuba          | Sydkorea      | Kina        | 8         |
| 1981 Detaljer | Japan     | Kina          | Japan         | Sovjetunionen | USA         | 8         |
| 1985 Detaljer | Japan     | Kina          | Kuba          | Sovjetunionen | Japan       | 8         |
| 1989 Detaljer | Japan     | Kuba          | Sovjetunionen | Kina          | Japan       | 8         |
| 1991 Detaljer | Japan     | Kuba          | Kina          | Sovjetunionen | USA         | 12        |
| 1995 Detaljer | Japan     | Kuba          | Brasilien     | Kina          | Kroatien    | 12        |
| 1999 Detaljer | Japan     | Kuba          | Ryssland      | Brasilien     | Sydkorea    | 12        |
| 2003 Detaljer | Japan     | Kina          | Brasilien     | USA           | Italien     | 12        |
| 2007 Detaljer | Japan     | Italien       | Brasilien     | USA           | Kuba        | 12        |
| 2011 Detaljer | Japan     | Italien       | USA           | Kina          | Japan       | 12        |
| 2015 Detaljer | Japan     | Kina          | Serbien       | USA           | Ryssland    | 12        |
| 2019 Detaljer | Japan     | Kina          | USA           | Ryssland      | Brasilien   | 12        |
| 2023 Detaljer | Japan     | Turkiet       | Brasilien     | Japan         | Puerto Rico | 8         |